# 飯田久彦
飯田 久彦（いいだ ひさひこ、1941年8月23日 - ）は、日本の音楽プロデューサー・歌手。東京都出身。日本大学高等学校卒業。芝浦工業大学工学部電子工学科中退。歌手時代の愛称はチャコ。デビュー当時は第一プロダクション所属。ビクター音楽産業在籍時代に、『スター誕生!』に出場したピンク・レディーを発掘した。

## 人物
- 1961年 - 『悲しき街角』で日本コロムビアより歌手デビュー。
- 1962年 - 『ルイジアナ・ママ』が大ヒットとなるが、その後人気が低迷。
- 1972年 - 前年に歌手として所属していたビクター音楽産業（現：ビクターエンタテインメント）にアルバイトとして入社[1]。
- 1975年 - 同社正社員となり、ディレクターとして松崎しげる、岩崎宏美、ピンク・レディー、小泉今日子らを担当。
- 1988年 - ゲームミュージックのアルバム『ナムコット・ゲーム・ア・ラ・モードVol.2』の収録曲「恋のダーク・ホース」（ゲーム『ファミリージョッキー』のアレンジ曲）にて、久々に歌唱。
- 1990年代、音楽プロデューサーとして主に活動。
- 1999年3月 - ビクターエンタテインメント専務取締役に就任
- 1999年6月 - テイチクエンタテインメント代表取締役社長に就任
- 2005年6月 - テイチクエンタテインメント代表取締役会長に就任
- 2006年11月 - エイベックス・エンタテインメント取締役に就任
- 2012年4月 - 『NHK歌謡コンサート』に出演し、『ルイジアナ・ママ』を披露する。

## ディスコグラフィ

### シングル
| #  | 発売日      | 曲順 | タイトル                      | 作詞           | 作曲                  | 編曲       | レーベル        | 規格品番 |
| -- | ----------- | ---- | ----------------------------- | -------------- | --------------------- | ---------- | --------------- | -------- |
| 1  | 1961年 7月  | A面  | 悲しき街角                    | 漣健児         | M.Crook D.Shannon     | 柳田六合雄 | 日本 コロムビア | SA-686   |
| 1  | 1961年 7月  | B面  | ポケット・トランジスター      | 漣健児         | L.Kolber              | 柳田六合雄 | 日本 コロムビア | SA-686   |
| 2  | 1961年 9月  | A面  | 小さい悪魔                    | 漣健児         | N.Sedaka              | 柳田六合雄 | 日本 コロムビア | SA-716   |
| 2  | 1961年 9月  | B面  | なみだのダンス                | みナみカズみ   | P.Anka                | 柳田六合雄 | 日本 コロムビア | SA-716   |
| 3  | 1961年 11月 | B面  | サンタ・クロースが やって来る | 服部レイモンド | G.Autry O.Haldeman    | 柳田六合雄 | 日本 コロムビア | SA-766   |
| 4  | 1961年 11月 | A面  | 悲しき片思い                  | 漣健児         | J.Schroeder           | 柳田六合雄 | 日本 コロムビア | SA-768   |
| 4  | 1961年 11月 | B面  | 子供じゃないのさ              | 漣健児         | J.Schroeder           | 柳田六合雄 | 日本 コロムビア | SA-768   |
| 5  | 1961年 12月 | A面  | ルイジアナ・ママ              | 漣健児         | G.Pitney              | 柳田六合雄 | 日本 コロムビア | SA-772   |
| 5  | 1961年 12月 | B面  | 電話でキッス                  | 漣健児         | P.Anka                | 柳田六合雄 | 日本 コロムビア | SA-772   |
| 6  | 1962年 3月  | A面  | 花咲く街角                    | 漣健児         | D.Shannon             | 柳田六合雄 | 日本 コロムビア | SA-831   |
| 6  | 1962年 3月  | B面  | ウエディング・ベル            | 水島哲         | P.Anka                | 柳田六合雄 | 日本 コロムビア | SA-831   |
| 7  | 1962年 4月  | A面  | トランジスター・シスター      | 漣健児         | F.Slay C.Dougherty    | 柳田六合雄 | 日本 コロムビア | SA-852   |
| 7  | 1962年 4月  | B面  | 涙のさようなら                | 漣健児         | C.Moman               | 柳田六合雄 | 日本 コロムビア | SA-852   |
| 8  | 1962年 5月  | A面  | コーヒー・デイト              | 漣健児         | L.Whitcup             | 柳田六合雄 | 日本 コロムビア | SA-873   |
| 8  | 1962年 5月  | B面  | 一度だけのあやまち            | 漣健児         | J.Schroeder R.Dutch   | 柳田六合雄 | 日本 コロムビア | SA-873   |
| 9  | 1962年 7月  | A面  | シェーナ・シェーナ            | 漣健児         | J.Brandon J.Sauter    | 柳田六合雄 | 日本 コロムビア | SA-924   |
| 9  | 1962年 7月  | B面  | クライ・クライ・クライ        | 漣健児         | J.Scott               | 柳田六合雄 | 日本 コロムビア | SA-924   |
| 10 | 1962年 10月 | A面  | あの子に幸福を                | 浜口庫之助     | 浜口庫之助            | 浜口庫之助 | 日本 コロムビア | SA-974   |
| 10 | 1962年 10月 | B面  | 女の子                        | 浜口庫之助     | 浜口庫之助            | 浜口庫之助 | 日本 コロムビア | SA-974   |
| 11 | 1962年 10月 | A面  | 悲しみをこわして              | 宮田隆         | 浜口庫之助            | 浜口庫之助 | 日本 コロムビア | SA-984   |
| 11 | 1962年 10月 | B面  | 恋人もお金もない夜            | 浜口庫之助     | 浜口庫之助            | 浜口庫之助 | 日本 コロムビア | SA-984   |
| 12 | 1962年 12月 | A面  | ポーカー・フェイス            | 浜口庫之助     | 浜口庫之助            | 浜口庫之助 | 日本 コロムビア | SA-1024  |
| 12 | 1962年 12月 | B面  | ぼんやりボン                  | 浜口庫之助     | 浜口庫之助            | 浜口庫之助 | 日本 コロムビア | SA-1024  |
| 13 | 1963年 3月  | B面  | あの娘が虹に乗って来た        | 篠宮ちさと     | 小杉仁三              | 小杉仁三   | 日本 コロムビア | SA-1067  |
| 14 | 1963年 4月  | A面  | なみだの水溜り                | 三浦康照       | 小杉仁三              | 小杉仁三   | 日本 コロムビア | SA-1085  |
| 14 | 1963年 4月  | B面  | みんなみんな淋しいよ          | 福田正         | 福田正                | 小杉仁三   | 日本 コロムビア | SA-1085  |
| 15 | 1963年 4月  | A面  | 口紅のシール                  | みナみカズみ   | W.Walker I.Stanton    | 柳田六合雄 | 日本 コロムビア | SAS-21   |
| 15 | 1963年 4月  | B面  | 恋人は海の彼方に              | 漣健児         | 不詳                  | 柳田六合雄 | 日本 コロムビア | SAS-21   |
| 16 | 1963年 6月  | A面  | 二人でゆこうよ                | 三浦康照       | E.Darling W.Svanoe    | 小杉仁三   | 日本 コロムビア | SAS-63   |
| 16 | 1963年 6月  | B面  | いとしのリンダ                | 三浦康照       | D.Lee A.Reynolds      | 小杉仁三   | 日本 コロムビア | SAS-63   |
| 17 | 1963年 8月  | A面  | 幸せをつかもう                | 三浦康照       | 小杉仁三              | 小杉仁三   | 日本 コロムビア | SAS-92   |
| 18 | 1963年 11月 | A面  | レット・ミー・ビー            | 三浦康照       | B.D.Vorzon B.Chandler | 小杉仁三   | 日本 コロムビア | SAS-168  |
| 18 | 1963年 11月 | B面  | グリーン・グリーン            | 三浦康照       | B.McGuire R.Sparks    | 小杉仁三   | 日本 コロムビア | SAS-168  |
| 19 | 1963年 12月 | A面  | ブルー・ベルベット            | 奥山靉         | B.Wayne L.Morris      | 小杉仁三   | 日本 コロムビア | SAS-185  |
| 19 | 1963年 12月 | B面  | 恋のハッスル                  | 漣健児         | M.Barkan B.Raleigh    | 小杉仁三   | 日本 コロムビア | SAS-185  |
| 20 | 1964年 3月  | A面  | 茜空                          | 三浦康照       | 小杉仁三              | 小杉仁三   | 日本 コロムビア | SAS-211  |
| 20 | 1964年 3月  | B面  | 悲しきオルゴール              | 室山多香史     | 朽木秀暢              | 小杉仁三   | 日本 コロムビア | SAS-211  |
| 21 | 1964年 4月  | B面  | しずかな夜の物語              | 杉本夜詩美     | 狛林正一              | 小杉仁三   | 日本 コロムビア | SAS-229  |
| 22 | 1964年 7月  | A面  | 恋風さんとかくれんぼ          | 三浦康照       | 市川昭介              | 山屋清     | 日本 コロムビア | SAS-280  |
| 22 | 1964年 7月  | B面  | にわか雨                      | 三浦康照       | 市川昭介              | 山屋清     | 日本 コロムビア | SAS-280  |
| 23 | 1965年 3月  | A面  | 星が夜空の涙なら              | 三浦康照       | 和田香苗              | 和田香苗   | 日本 コロムビア | SAS-449  |
| 23 | 1965年 3月  | B面  | ミーコを想う                  | 石本美由起     | 山路進一              | 山路進一   | 日本 コロムビア | SAS-449  |
| 24 | 1966年 1月  | A面  | 悲しきエレキ小僧              | 高垣葵         | 米山正夫              | 重松岩雄   | 日本 クラウン   | CW-399   |
| 24 | 1966年 1月  | B面  | モンキー大学                  | 米山正夫       | 米山正夫              | 重松岩雄   | 日本 クラウン   | CW-399   |
| 25 | 1967年 7月  | A面  | 明日はきっと                  | 星野哲郎       | 小杉仁三              | 小杉仁三   | 日本 クラウン   | CW-672   |
| 25 | 1967年 7月  | B面  | 君の名前                      | 原とし子       | 井上忠也              | 井上忠也   | 日本 クラウン   | CW-672   |
| 26 | 1971年      | A面  | 愛する女は涙して              | 浜圭介         | 浜圭介                | 小谷充     | ビクター        | SV-1110  |
| 26 | 1971年      | B面  | 夢よ何処に                    | 六ツ見茂明     | 六ツ見茂明            | 小谷充     | ビクター        | SV-1110  |
| 27 | 1972年      | A面  | 私の坊や                      | 河村シゲル     | 土持城夫              | 土持城夫   | ビクター        | SV-1119  |
| 27 | 1972年      | B面  | 扉の外                        | 千家和也       | 土持城夫              | 土持城夫   | ビクター        | SV-1119  |

#### 企画シングル
| 発売日     | 名義                         | 曲順 | タイトル   | 作詞     | 作曲       | 編曲     | レーベル        | 規格品番 |
| ---------- | ---------------------------- | ---- | ---------- | -------- | ---------- | -------- | --------------- | -------- |
| 1963年 2月 | 北原謙二 飯田久彦 高木たかし | A面  | 若さでドン | 関沢新一 | 浜口庫之助 | 小杉仁三 | 日本 コロムビア | SA-1081  |

### アルバム
| 発売日         | タイトル                                      | レーベル       | 規格 | 規格品番       |
| -------------- | --------------------------------------------- | -------------- | ---- | -------------- |
| 1961年12月     | 飯田久彦ヒット・ナンバーをうたう              | 日本コロムビア | LP   | AL-330         |
| 1962年7月      | 飯田久彦ヒット・ナンバーをうたう(第2集)       | 日本コロムビア | LP   | AL-377         |
| 1963年3月      | 悲しみをこわして－飯田久彦愛唱集－            | 日本コロムビア | LP   | AL-427         |
| 1990年11月21日 | 青春歌謡メモリアル 飯田久彦〜ルイジアナ・ママ | 日本コロムビア | CD   | COCA-6912      |
| 1993年9月21日  | ルイジアナ・ママ                              | 日本コロムビア | CD   | COCA-11027     |
| 2011年12月21日 | 飯田久彦 ゴールデン☆ベスト                    | 日本コロムビア | CD   | COCP-37124〜25 |

### タイアップ曲
| 年     | 楽曲             | タイアップ                     |
| ------ | ---------------- | ------------------------------ |
| 1962年 | 悲しみをこわして | 映画『悲しみをこわして』主題歌 |

## 逸話
サザンオールスターズの「チャコの海岸物語」の“チャコ”とは、彼のニックネームを桑田佳祐が歌詞にしたもの。幼少時、ヒサヒコが呼びにくいためヒチャヒコとなり、縮めて“チャコ”が愛称になった。歌手引退後のビクター音楽産業ディレクター時代も"チャコ"と呼ばれ、その頃桑田と知り合っている。

## 音楽プロデューサー・主な担当
- 岩崎宏美
- ピンク・レディー
- サザンオールスターズ
- 石野真子
- 小泉今日子
- 松本伊代
- 広瀬香美

## NHK紅白歌合戦出場歴
| 年度/放送回               | 曲目              |
| ------------------------- | ----------------- |
| 1962年（昭和37年）/第13回 | ルイジアナ・ママ\ |

## 論文
- 国立情報学研究所収録論文 国立情報学研究所